# Christus is Koning Kerk (Ridderkerk)
De Christus is Koning Kerk is een kerkgebouw van de Protestantse Kerk in Nederland in de Zuid-Hollandse plaats Ridderkerk.
De kerk is gewijd aan Christus Koning.

## Geschiedenis
In eerdere jaren stond hier een protestantse wederopbouwkerk.
In 1992 werd deze kerk buiten gebruik gesteld en werd tijdens het leeg staan door een brand verwoest. De resten werden gesloopt.
In 1999-2000 werd er een nieuw kerkgebouw gebouwd op dezelfde plek, naast een bejaardentehuis.